# روي-مالميزون

موقع رويل-مالميزون

رويل-مالميزون (بالفرنسية: Rueil-Malmaison)‏ ضاحية تقع على بعد 12.6 كيلومتر غربا من وسط مدينة باريس، تبلغ مساحة ضاحية رويل-مالميزون 14.7 كيلومتر مربع ويقطنها 79,379  نسمة (2007).

## توأمة
لروي-مالميزون اتفاقيات توأمة مع كل من:
- باد زودن آن در تاونوس (1979 - )[29]
- فريبورغ (10 أكتوبر 1992 - )[29]
- كتسبويل (1979 - )[29]
- هيليسينكور [29]
- آبلة [29]
- Borough of Elmbridge [الإنجليزية]‏ منذ (1974 - )[29]
- كريات ملاخي (1985 - )[29]
- يلغافا (28 يونيو 2007 - )[29]
- تيميشوارا (14 يناير 1993 - )[29]
- دوبروفنيك (29 يناير 2011 - )[29]
- بخارى (2009 - )[29]
- أوخاكا [29]
- ذوق مكايل (1971 - )[29]
- توغانه (1990 - )[29]
- سرغيايف بوساد (1989 - )[29]
- سراييفو [29]
- لينشبرغ [29]
- باردو (1991 - )[29]

## أعلام
- ليون باكست
- جان دوجردان
- حسن أمزيل
- جول أرمان دوفور
- روبرت باتوريل
- بيير أنجيلي
- كاترين باربا
- أودري غياكوميني
- لوران داوثويلي
- جوزفين